# Dzielnica XII Bieżanów-Prokocim
Dzielnica XII Bieżanów-Prokocim (do 24 maja 2006 r. Dzielnica XII Prokocim-Bieżanów) – dzielnica, jednostka pomocnicza gminy miejskiej Kraków. Do 1990 r. wchodziła w skład dzielnicy Podgórze. Przewodniczącym Rady i Zarządu Dzielnicy w IX kadencji 2023–2028 jest Zbigniew Kożuch.

## Siedziba zarządu
ul. Jana Kurczaba 3, 30-868 Kraków

## Demografia
| Rok  | Stan na koniec roku | Uwagi              |
| ---- | ------------------- | ------------------ |
| 2004 | 63.578              |                    |
| 2005 | 63.490              |                    |
| 2006 | 63.640              |                    |
| 2007 | 63.569              |                    |
| 2008 | b/d                 |                    |
| 2009 | 63.215              |                    |
| 2010 | b/d                 |                    |
| 2011 | 62.995              |                    |
| 2012 | 63.010              | stan na 21.02.2012 |
| 2013 | 63.040              | stan na 14.05.2013 |
| 2013 | 63.036              |                    |
| 2014 | 63.026              |                    |
| 2015 | 62.912              |                    |
| 2016 | 63.166              |                    |
| 2018 | 62.989              | stan na 06.01.2018 |
| 2018 | 62.830              |                    |
| 2019 | 63.277              |                    |
| 2020 | 63.029              |                    |
| 2021 | 62.797              |                    |
| 2022 | 62.582              |                    |
| 2023 | 62.661              |                    |

## Osiedla i zwyczajowe jednostki urbanistyczne
- Bieżanów
- Bieżanów Kolonia
- Kaim
- Łazy
- Osiedle Kolejowe
- Osiedle Medyków
- Osiedle Na Kozłówce
- Osiedle Nad Potokiem
- Osiedle Nowy Bieżanów
- Osiedle Nowy Prokocim
- Osiedle Złocień
- Prokocim
- Rżąka

## Granice dzielnicy
- z Dzielnicą X graniczy na odcinku – od skrzyżowania ul. Kosocickiej z granicami obrębów Nr: 60, 58 i 99 w kierunku wschodnim granicą pomiędzy obrębami 58 i 99 do granicy m. Krakowa, – od skrzyżowania granicy pomiędzy obrębami 58 i 99 z granicą miasta Krakowa, w kierunku wschodnim granicą m. Krakowa do skrzyżowania granicy m. Krakowa z rzeką Drwinia Długa,
- z Dzielnicą XIII graniczy na odcinku – od skrzyżowania granicy m. Krakowa z rzeką Drwinia Długa w kierunku zachodnim, północną stroną rzeki Drwinia Długa do skrzyżowania z granicą pomiędzy obrębami nr: 25 i 26, dalej w kierunku południowym granicą pomiędzy obrębami nr: 25 i 26 do północnej granicy st. tow. Kraków – Prokocim, dalej na wschód, północną stroną stacji towarowej Kraków – Prokocim do granicy pomiędzy obrębami Nr 54 i 52, przecina kolej na południe granicą pomiędzy obrębami Nr: 54 i 52 do styku granic obrębów nr: 52, 53 i 54 (rejon ul. Balickiego), dalej w kierunku zachodnim granicą pomiędzy obrębami nr: 52 i 53 do przecięcia z ul. Wielicką (rejon ul. Świątnickiej),
- z Dzielnicą XI graniczy na odcinku – od skrzyżowania granic pomiędzy obrębami nr: 52 i 53 (rejon ul. Świątnickiej) z ul. Wielicką w kierunku południowo-wschodnim południową stroną ul. Wielickiej do skrzyżowania z ul. Nowosądecką i dalej północną stroną ul. Nowosądeckiej do skrzyżowania z rzeką Drwinką, dalej w kierunku wschodnim z południową stroną rzeki Drwinki do skrzyżowania z ul. Badurskiego, dalej w kierunku południowym wschodnią stroną ul. Badurskiego do skrzyżowania z ul. Mokrą, dalej w kierunku południowo-wschodnim granicą pomiędzy obrębami nr: 59 i 58 a 60 do przecięcia z ul. Kosocicką, dalej w kierunku zachodnim, północną stroną ul. Kosocickiej do skrzyżowania ulicy Kosocickiej z granicami obrębów nr: 60, 58 i 99.